# Megaselia tetricifrons
Megaselia tetricifrons är en tvåvingeart som beskrevs av Rudolf Beyer 1967. Megaselia tetricifrons ingår i släktet Megaselia och familjen puckelflugor. Inga underarter finns listade i Catalogue of Life.